# 利伯法典
利伯法典（Lieber Code），正式名称为"一般命令第100号（General Orders No. 100），副官长办公室，1863年"，是由美国总统亚伯拉罕·林肯在美国内战期间的1863年4月24日签署的指令，教导联邦军士兵在战时应该如何行动。它由美国法律学者和政治哲学家弗朗西斯·利伯而得名。